# ジャスティス・リーグ・アクション
『ジャスティス・リーグ・アクション』(Justice League Action)はDCコミックスの刊行するアメリカン・コミックス『ジャスティス・リーグ』を原作とするアメリカ合衆国のテレビアニメ作品。

## あらすじ
スーパーマン、バットマン、ワンダーウーマンがジャスティス・リーグの仲間達と共に地球の脅威と戦う。

## 登場人物

### ヒーロー
| - スーパーマン - ジェイソン・J・ルイス - バットマン - ケヴィン・コンロイ - ワンダーウーマン - レイチェル・キンシー - フラッシュ/バリー・アレン - チャーリー・シュラッター - サイボーグ - カリー・ペイトン - グリーンランタン - ジョシュ・キートン - スーパーガール - ジョアン・スプラックルン - シャザム - ショーン・アスティン - ザターナ - レイシー・シャベール - ジョン・コンスタンティン - ダミアン・オハラ - スワンプシング - マーク・ハミル - ミスターテリフィック - ハンニバル・バーレス - エトリガン - パトリック・セイズ | - グリーンアロー - クリス・ディアマントポロス - マーシャン・マンハンター - クリスピン・フリーマン - プラスチックマン - ダナ・スナイダー - ビッグ・バルダ - ローラ・ポスト - ビクセン - ジャシカ・ニコル - ファイヤーストーム - P・J・バーン - ブルービートル - ジェイク・T・オースティン - ブースターゴールド - ディードリック・ベーダー - スターガール - ナタリー・ランダー - レッドトルネード - ジェイソン・J・ルイス - ザ・アトム - ジェリー・オコンネル - ホークマン - トロイ・ベイカー |

### ヴィラン
| - ブレイニアック - ジョン・デ・ランシー - レックス・ルーサー - ジェームズ・ウッズ - ダークサイド - ジョナサン・アダムズ - ステッペンウルフ - ピーター・ジェソップ - ミスター・ミクシィズピトルク - ギルバート・ゴットフリード - グラニー・グッドネス - クロリス・リーチマン - キャリバック - ピョートル・マイケル - モングル - ジョン・ディマジオ - キラーフロスト - ミーナ・スヴァーリ - ソロモン・グランディ - フレッド・タタショア - トリックスター - マーク・ハミル - ゴリラ・グロッド - デイビット・ソボラブ | - ビザロ - トラヴィス・ウィリン - ブラックアダム - ゲイリー・コール - フェリックス・ファウスト - ジョン・クライヤー - アトロシタス - マイケル・ドーン - ジョーカー - マーク・ハミル - ハーレイ・クイン - タラ・ストロング - ポイズン・アイビー - ナターシャ・レジェロ - ペンギン - ダナ・スナイダー - トゥーフェイス - ロバート・ピカード - デッドショット - クリスチャン・スレーター - ミスター・フリーズ - ピーター・ストーメア |

## 放映リスト
| 通算 | 話数 | タイトル                               | 監督                   | 脚本                                        | 米国放送日     |
| ---- | ---- | -------------------------------------- | ---------------------- | ------------------------------------------- | -------------- |
| 1    | 1    | Classic Rock (Shazam Slam: Part 1)     | ジェイク・カストリーナ | パトリック・リーガー                        | 2016年12月16日 |
| 2    | 2    | Power Outage (Shazam Slam: Part 2)     | ジェイク・カストリーナ | ヒース・コーソン                            | 2016年12月16日 |
| 3    | 3    | Night of the Bat (Shazam Slam: Part 3) | ダグ・マーフィー       | ヒース・コーソン                            | 2016年12月16日 |
| 4    | 4    | Abate and Switch (Shazam Slam: Part 4) | ジェイク・カストリーナ | パトリック・リーガー                        | 2016年12月16日 |
| 5    | 5    | Follow That Space Cab!                 | ジェイク・カストリーナ | ポール・ディニ                              | 2017年1月21日  |
| 6    | 6    | Nuclear Family Values                  | ダグ・マーフィー       | ポール・ディニ                              | 2017年1月28日  |
| 7    | 7    | Zombie King                            | ジェイク・カストリーナ | ポール・ディニ                              | 2017年2月4日   |
| 8    | 8    | Galaxy Jest                            | ジェイク・カストリーナ | デュエイン・キャピジー                      | 2017年2月11日  |
| 9    | 9    | Time Share                             | ショーン・ニゴゴシアン | ジョージ―・キャンベル                       | 2017年2月18日  |
| 10   | 10   | Under a Red Sun                        | ダグ・マーフィー       | シャノン・デントン ヒース・コーソン         | 2017年2月25日  |
| 11   | 11   | Play Date                              | ショーン・ニゴゴシアン | ポール・ディニ                              | 2017年3月4日   |
| 12   | 12   | Repulse!                               | カート・ゲダ           | ジェレミー・アダムズ                        | 2017年3月11日  |
| 13   | 13   | Trick or Threat                        | ダグ・マーフィー       | ポール・ディニ                              | 2017年3月18日  |
| 14   | 14   | Speed Demon                            | ダグ・マーフィー       | ポール・ディニ                              | 2017年3月25日  |
| 15   | 15   | Hat Trick                              | ショーン・ニゴゴシアン | デュエイン・キャピジー                      | 2017年4月8日   |
| 16   | 16   | Luthor in Paradise                     | ジェイク・カストリーナ | マット・ウェイン スタン・バーコウィッツ     | 2017年4月29日  |
| 17   | 17   | Plastic Man Saves the World            | ショーン・ニゴゴシアン | ヒース・コーソン                            | 2017年5月6日   |
| 18   | 18   | Field Trip                             | ジェイク・カストリーナ | ジョージ―・キャンベル                       | 2017年5月13日  |
| 19   | 19   | Rage of the Red Lanterns               | ジェイク・カストリーナ | アーニー・アルトバッカー                    | 2017年5月20日  |
| 20   | 20   | Freezer Burn                           | ジェイク・カストリーナ | ジェレミー・アダムズ                        | 2017年5月27日  |
| 21   | 21   | Inside Job                             | ダグ・マーフィー       | ヒース・コーソン                            | 2017年6月3日   |
| 22   | 22   | The Trouble with Truth                 | ショーン・ニゴゴシアン | モレート・スコット                          | 2017年6月3日   |
| 23   | 23   | Double Cross                           | ショーン・ニゴゴシアン | ジョナサン・カラン                          | 2017年6月10日  |
| 24   | 24   | Battle for the Bottled City            | ショーン・ニゴゴシアン | ヒース・コーソン                            | 2017年6月17日  |
| 25   | 25   | Garden of Evil                         | ショーン・ニゴゴシアン | ポール・ディニ                              | 2017年6月24日  |
| 26   | 26   | All Aboard the Space Train             | ダグ・マーフィー       | レイ・ユートナチ                            | 2017年7月1日   |
| 27   | 27   | Time Out                               | ジェイク・カストリーナ | ジョナサン・カラン                          | 2017年7月8日   |
| 28   | 28   | The Fatal Fare                         | ダグ・マーフィー       | ポール・ディニ                              | 2017年7月15日  |
| 29   | 29   | Mxy's Mix-Up                           | ダグ・マーフィー       | ジム・クリーグ                              | 2017年7月22日  |
| 30   | 30   | Supernatural Adventures in Babysitting | ショーン・ニゴゴシアン | アーニー・アルトバッカー                    | 2017年7月29日  |
| 31   | 31   | Booster's Gold                         | ジェイク・カストリーナ | ジム・クリーグ                              | 2017年8月12日  |
| 32   | 32   | Boo-ray for Bizarro                    | ダグ・マーフィー       | ヒース・コーソン                            | 2017年8月19日  |
| 33   | 33   | Best Day Ever                          | ジェイク・カストリーナ | ポール・ディニ                              | 2017年8月26日  |
| 34   | 34   | The Cube Root                          | ショーン・ニゴゴシアン | アーニー・アルトバッカー ジェニファー・ムロ | 2017年9月2日   |
| 35   | 35   | Superman's Pal, Sid Sharp              | ジェイク・カストリーナ | ブライアン・フォード・サリヴァン            | 2017年9月9日   |
| 36   | 36   | Superman Red vs Superman Blue          | ダグ・マーフィー       | ヒース・コーソン                            | 2017年9月16日  |
| 37   | 37   | The Ringer                             | ショーン・ニゴゴシアン | ジェニファー・ムロ                          | 2017年9月23日  |
| 38   | 38   | Forget Me Not                          | ショーン・ニゴゴシアン | ジェレミー・アダムズ                        | 2017年9月30日  |
| 39   | 39   | The Brain Buster                       | ダグ・マーフィー       | ジェフリー・ソーン ジョン・センパー         | 2017年10月7日  |
| 40   | 40   | E.Nigma, Consulting Detective          | ショーン・ニゴゴシアン | ジョナサン・カラン                          | 2017年10月14日 |
| 41   | 41   | Harley Goes Ape!                       | ショーン・ニゴゴシアン | ポール・ディニ                              | 2017年10月21日 |
| 42   | 42   | Phased and Confused                    | ジェイク・カストリーナ | パトリック・リーガー                        | 2017年10月28日 |